# 飯沼勇義
飯沼 勇義（いいぬま ゆうぎ、1930年（昭和5年）11月 - ）は、宮城県仙台市出身の日本の歴史研究家者、郷土史家。

## 略歴
昭和26年3月、東北大学宮城師範学校卒業。仙台市内の公立学校の教員を14年間勤めた後、東北大学教育学部の研究生、民間企業勤務、幼稚園長などを経て独立した研究生活に入る。
教員時代から歴史の研究を続け、津波以外にも古代東北の製鉄、牡蠣殻を使った肥料の開発（特許第4105184号フルボ酸鉄を含む）など、その研究範囲は多岐にわたる。東日本大震災を16年も前から警告してきたことで、注目を集める。
3・11の際には、自らの学説を実証すべく、以前より仙台湾の海岸線に住まいを構え、自説通り被災した。幸いに、津波の習性を明確に把握していたので、身体的には影響はなかったが、しばらく被災者住宅住まいを余儀なくされた。

## 著書
- 『仙臺近郊の歴史資料』第一報　地域社会研究会　1953/04
- 『知られざる中世の仙台地方』宝文堂、1986年
- 『仙台平野の歴史津波』宝文堂　1995年
- 『3・11その日を忘れない』歴史上の大津波、未来への道しるべ　島影社　2011/06
- 『仙台平野の歴史津波』復刻版　本田印刷、2011/09
- 『解き明かされる日本最古の歴史津波』島影社、2013/03